# Свирино (Нижегородская область)
Свирино — деревня в составе Черновского сельсовета Большеболдинского района Нижегородской области.
Деревня располагается на правом берегу реки Пьяны.